# 타이니 팀
허버트 버트로스 카우리(영어: Herbert Butros Khaury, 1932년 4월 12일 ~ 1996년 11월 30일)는 타이니 팀(영어: Tiny Tim)이라는 예명으로 활동한 미국의 음악가이자 음악 기록 보관자였다. 그는 특히 1968년 브로드웨이의 1929년 뮤지컬 골드 디거스의 인기 곡 "Tipto Through the Tulips With Me"를 커버한 히트곡 "Tipto Through the Tulips with Me"로 유명한다. 타이니 팀은 넓은 음역대, 특히 광범위한 가성으로 유명했다.